# Junta Suprema Central

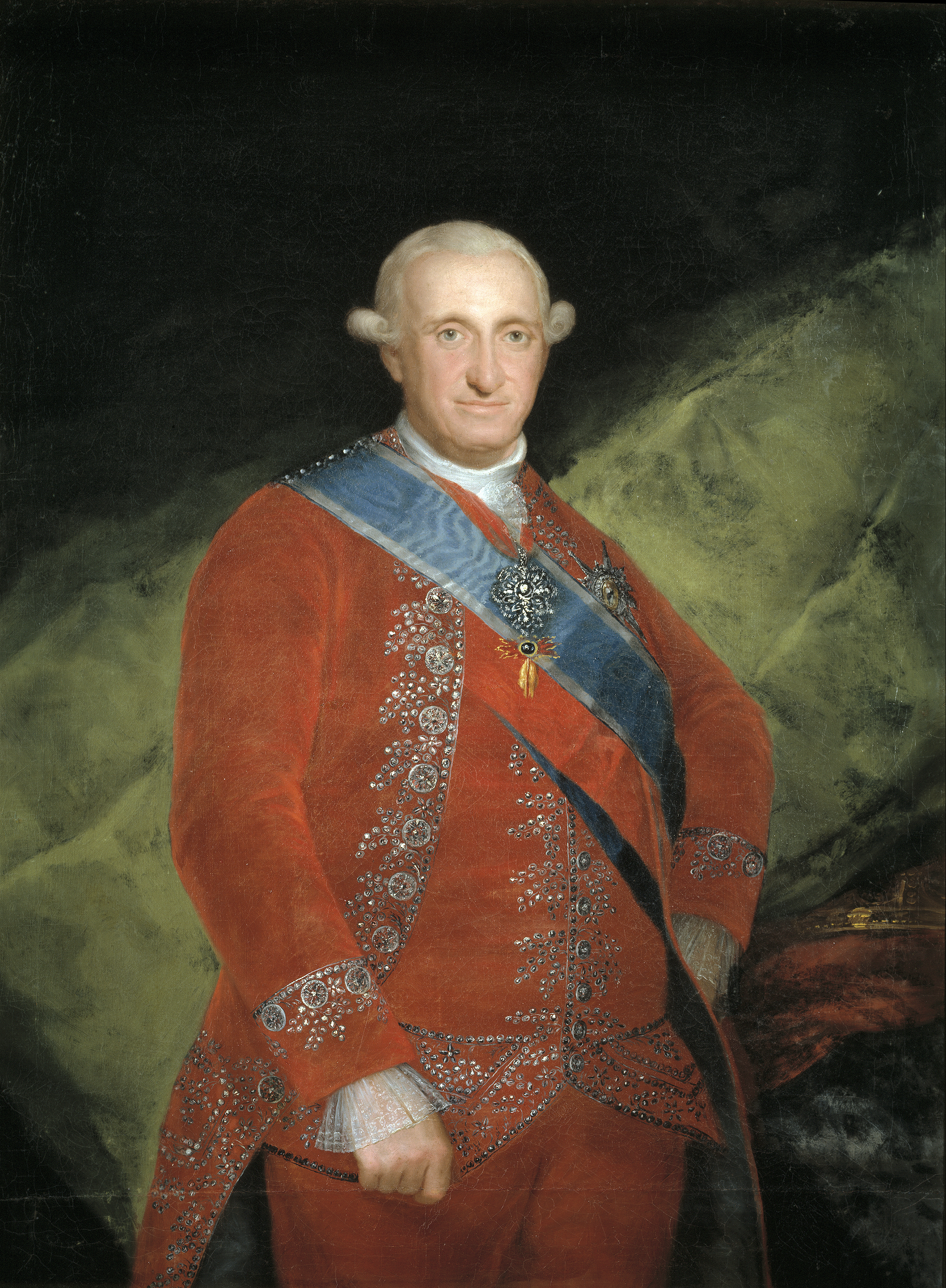
Le roi Carlos IV.

La Junta Suprema Central (ou en français l'Assemblée suprême centrale), officiellement, Junta Suprema Central y Gubernativa del Reino (Assemblée suprême centrale et gouvernementale du Royaume) a été l'organe qui a accumulé les pouvoirs exécutif et législatif espagnols durant l'occupation napoléonienne de l'Espagne. Il s'est constitué le 25 septembre 1808 après la victoire des loyalistes espagnol face à la Grande Armée lors de bataille de Bailén. La Junta resta en vigueur jusqu'au 30 janvier 1810.
Initialement formée par les représentants des Assemblées provinciales (Juntas Provinciales), elle eut son siège à Aranjuez et fut présidée par le comte de Floridablanca. La mission de l'Assemblée était d'assumer la permanence de l'État durant l'absence du roi Ferdinand VII.
Quand l'Assemblée fut dissoute, il fut créé le Consejo de Regencia de España e Indias (ou en français le Conseil de Régence de l'Espagne et des Indes), à partir duquel (après la perte presque complète du territoire péninsulaire durant la guerre d'indépendance espagnole) se formèrent les Cortes de Cadix, qui rédigèrent la Constitution de 1812. 